# عارضه بدخلقی مردانه

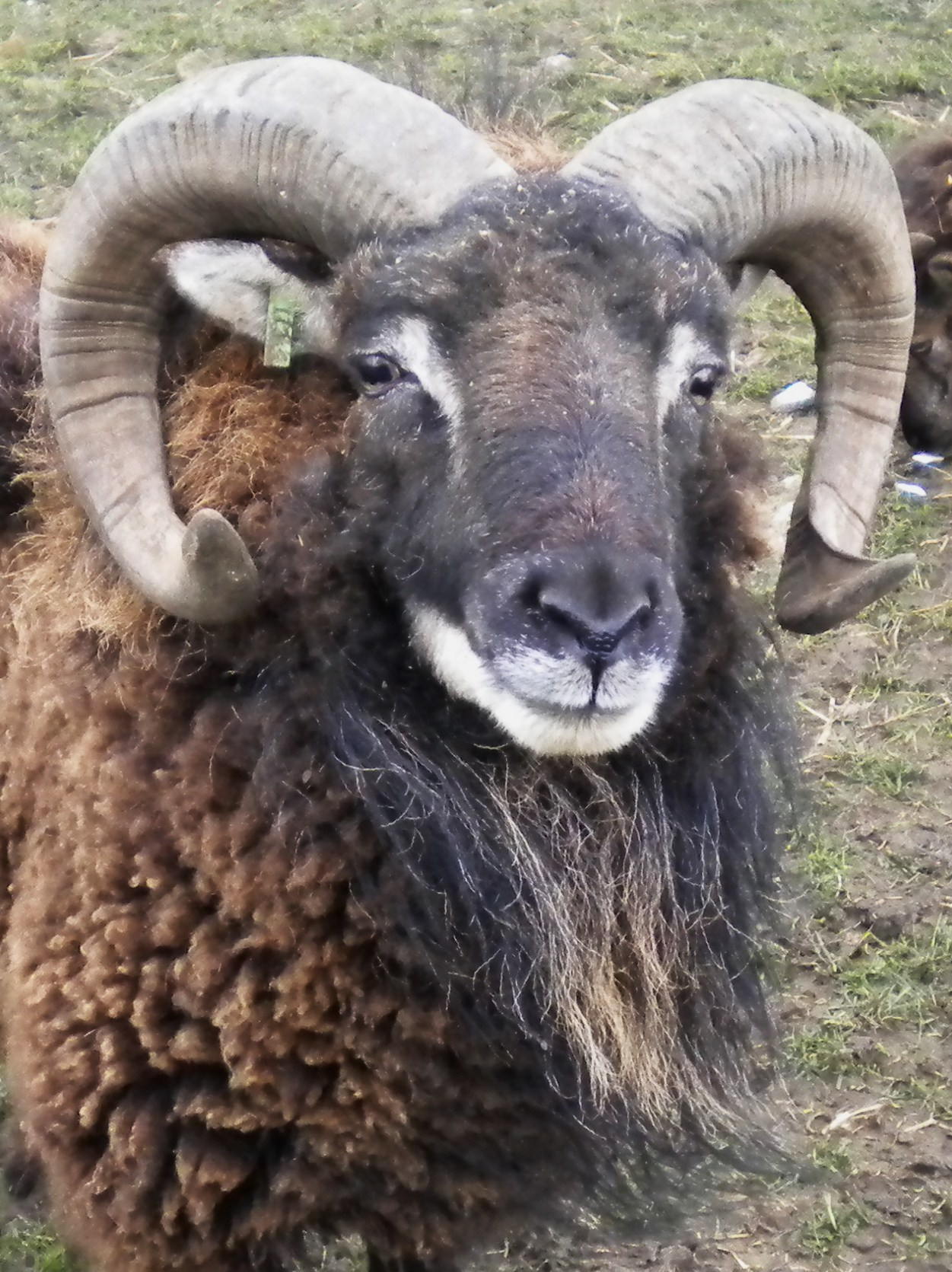
سندرم بدخلقی نری در گوسفند سوای گزارش شده‌است.

عارضهٔ بدخلقی مردانه (انگلیسی: Irritable Male Syndrome) به اختصار IMS یک الگوی رفتاری سالانه است که در برخی جانوران با الگوی جفت‌یابی فصلی گزارش شده‌است. دانشمندان وجود این اختلال در انسان‌ها را به عنوان «پریود مردانه» قبول دارند. عارضه بدخلقی مردانه سبب عصبانیت زودهنگام و حساسیت بیش از حد به محرک‌های بیرونی می‌شود.
کاهش تستوسترون خون جانوران پستاندار نر مانند میش، فیل، آهو، گوزن حساسیت و تغییرات خلقی در آن‌ها به‌وجود می‌آورد و در انسان‌ها فقط منوط به کاهش تستوسترون نیست و افزایش کورتیزول و کاهش سروتونین هم مؤثر هستند.
این اصطلاح علائمی را در بر می‌گیرد که تصور می‌شود در اثر کاهش سطح تستوسترون در پستانداران نر ایجاد می‌شود. رفتارهای مشابهی در گوزن قرمز، گوزن شمالی و فیل هندی مشاهده شده‌است.
جرالد بررسی سال ۲۰۰۲ خود را به پایان رساند و نوشت: «این بررسی مختصر این عقیده را به چالش می‌کشد که پستانداران نر به دنبال بلوغ جنسی در دوران بلوغ دائماً از نظر تولید مثلی فعال هستند. نرهای بسیاری و شاید اکثریت گونه‌های با عمر طولانی، تغییرات دوره ای را در فعالیت بیضه‌ها بیان می‌کنند. رفتار در طول چرخه زندگی طبیعی خود. در شدیدترین نمونه‌ها، همان‌طور که توسط قوچ Soay نشان داده شده‌است، نرها به‌طور مداوم بین حالت فعال جنسی/بارور و وضعیت جنسی غیرفعال/نابارور، اغلب به صورت سالانه یا طولانی مدت در چرخه هستند. فعالیت بیضه ممکن است با تغییر در وضعیت اجتماعی، تغذیه، سلامت، سن و عوامل دیگر متفاوت باشد. این امر در مورد انسان نیز صدق می‌کند.»
این اصطلاح توسط نویسنده جد دایموند در سال ۲۰۰۴ به عنوان مرتبط با «آندروپوز»، مفهومی که او قبلاً رایج کرده بود، رایج شد. به گزارش دیاموند، آندروپوز تغییری در زندگی مردان میانسال است که جنبه‌های هورمونی، جسمی، روانی، بین فردی، اجتماعی، جنسی و معنوی دارد. او می‌گوید که این تغییر در همه مردان رخ می‌دهد، ممکن است در اوایل ۴۵ تا ۵۰ سالگی و بعد از ۷۰ سالگی در برخی از مردان به شدت رخ دهد، و تجارب زنان و مردان تا حدودی پدیده‌های مشابهی هستند.
زبان «آندروپوز» و تشابهات فرضی آن با یائسگی توسط جامعه پزشکی پذیرفته نشده‌است. توماس پرلز و دیوید جی. هندلزمن، در سرمقاله ای در سال ۲۰۱۵ در مجله انجمن سالمندان آمریکا، می‌گویند که بین ماهیت نامشخص تشخیص و فشار و تبلیغات شرکت‌های دارویی که تستوسترون و هورمون رشد انسانی می‌فروشند و همچنین شرکت‌های مکمل‌های غذایی که «تقویت‌کننده‌های» مختلف را برای مردان مسن می‌فروشند، وضعیت پزشکی مربوطه، هیپوگنادیسم دیررس بیش از حد تشخیص داده شده و بیش از حد درمان می‌شود. پرلز و هندلزمن خاطرنشان می‌کنند که در ایالات متحده، "فروش تستوسترون از ۳۲۴ میلیون دلار در سال ۲۰۰۲ به ۲ میلیارد دلار در سال ۲۰۱۲ افزایش یافت، و تعداد دوزهای تستوسترون تجویز شده از ۱۰۰ میلیون در سال ۲۰۰۷ به نیم میلیارد در سال ۲۰۱۲ بدون احتساب کمک‌های اضافی افزایش یافت. از داروخانه‌های ترکیبی، اینترنتی، و فروش مستقیم به بیمار در کلینیک».